# Верхняя Яфа (султанат)
Султанат Верхняя Яфа (араб. سلطنة يافع العليا‎) — арабское государство, существовавшее на территории северо-восточной части нынешней мухафазы Лахдж в Южном Йемене (с XVIII века до 1967 года). Шейх Верхней Яфы принял титул султана около 1800 года. Во главе султаната стояла династия Аль-Хархара (англ. Harharah).
Столицей Султаната Верхняя Яфа был город Махджаба (англ. Mahjaba).

## История султаната

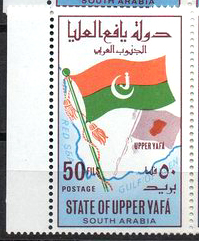
Марка Султаната Верхняя Яфа. 1967 год.

Шейхи из клана Аль-Хархара племени Яфа главенствовали на территории Верхней Яфы с начала XVIII века. Около 1800 года шейх Кахтан I бин Умар из клана аль-Хархара принял титул султана Верхней Яфы. В состав султаната вошли вассальные местные племенные шейхства Аль-Буси, Ад-Дхуби, Аль-Хадрами, Аль-Мафлахи и Аль-Маусата.
В 1895 году Султанат Верхняя Яфа формально вошел в состав британского Протектората Аден, хотя английского присутствия в горном султанате практически не наблюдалось вплоть до 1944 года. В 1959—1960 годах султанат упорно отказывался от вступления в учреждённую британцами Федерацию Арабских Эмиратов Юга, в результате чего от Верхней Яфы было отторгнуто шейхство Мафлахи, включённое в Федерацию.
18 января 1963 года султанат Верхняя Яфа, единственный из западно-йеменских государств, вошёл в состав британского Протектората Южной Аравии. Монархия в Верхней Яфе была упразднена 29 ноября 1967 года, а территория султаната вошла в состав Народной Республики Южного Йемена.

## Шейхи и султаны (с ок. 1800 года) Верхней Яфы
- ок. 1730—1735 гг. Али бин Ахмад бин Хархара
- ок. 1735—1750 гг. Ахмад бин Али аль-Хархара
- ок. 1750—1780 гг. Салих I бин Ахмад аль-Хархара
- ок. 1780—1800 гг. Умар I бин Салих аль-Хархара
- ок. 1800—1810 гг. Кахтан I бин Умар аль-Хархара
- ок. 1810—1815 гг. Умар II бин Кахтан аль-Хархара
- ок. 1815—1840 гг. Кахтан II бин Умар аль-Хархара
- ок. 1840—1866 гг. Абдаллах бин Насир бин Салих аль-Хархара
- 1866—1875 гг. Хусейн бин Аби Бакр бин Кахтан аль-Хархара
- 1875—1895 гг. Мухаммад I бин Али бин Салих бин Ахмад аль-Хархара
- 1895—1903 гг. Кахтан III бин Умар бин Хусейн аль-Хархара
- 1903—1913 гг. Салих II бин Умар бин Хусейн аль-Хархара
- 1913—1919 гг. Умар III бин Кахтан бин Умар аль-Хархара
- 1919—1927 гг. Салих II бин Умар бин Хусейн аль-Хархара
- 1927—1948 гг. Умар IV бин Салих аль-Хархара
- 1948—29.11.1967 гг. Мухаммад II бин Салих аль-Хархара